# Glyptothorax cous
Glyptothorax cous is een straalvinnige vissensoort uit de familie Sisoridae. De wetenschappelijke naam werd gepubliceerd in 1766 door Carl Linnaeus.